# Équipe de Trinité-et-Tobago masculine de volley-ball
Cet article traite de l'équipe masculine. Pour l'équipe féminine, voir Équipe de Trinité-et-Tobago féminine de volley-ball.
L'équipe de Trinité-et-Tobago de volley-ball est composée des meilleurs joueurs trinidadiens sélectionnés par la Fédération trinidadienne de Volleyball (Trinidad & Tobago Volleyball Federation, TTVF). Elle est actuellement classée au 34e rang de la FIVB au 22 juillet 2013.

## Sélection actuelle
Sélection pour les qualifications aux Championnats du monde 2010.

Entraîneur :  Gideon Dickson ; entraîneur-adjoint :  David Camacho

## Palmarès et parcours

### Palmarès
Néant.

### Parcours

#### Championnat d'Amérique du Nord
| - 1969 : Non qualifié - 1971 : Non qualifié - 1973 : Non qualifié - 1975 : Non qualifié - 1977 : Non qualifié - 1979 : Non qualifié - 1981 : Non qualifié - 1983 : Non qualifié - 1985 : 9e - 1987 : Non qualifié | - 1989 : Non qualifié - 1991 : Non qualifié - 1993 : Non qualifié - 1995 : Non qualifié - 1997 : Non qualifié - 1999 : Non qualifié - 2001 : Non qualifié - 2003 : Non qualifié - 2005 : Non qualifié - 2007 : 8e | - 2009 : Non qualifié - 2011 : 6e - 2013 : Non qualifié - 2015 : 6e - 2017 : 6e - 2019 : Non qualifié - 2021 : 8e |

#### Coupe panaméricaine
| - 2006 : 6e - 2007 : 6e - 2008 : 6e - 2009 : Non qualifié - 2010 : Non qualifié - 2011 : Non qualifié - 2012 : 8e - 2013 : 7e - 2014 : Non qualifié - 2015 : Non qualifié - 2016 : Non qualifié - 2017 : Non qualifié - 2018 : Non qualifié - 2019 : 11e |

#### Jeux d'Amérique centrale et des Caraïbes
| - 1930 : ? - 1935 : ? - 1946 : ? - 1950 : ? - 1954 : ? - 1959 : ? - 1962 : ? - 1966 : ? - 1970 : ? - 1974 : ? | - 1978 : ? - 1982 : ? - 1986 : ? - 1990 : ? - 1993 : ? - 1998 : ? - 2002 : Non qualifié - 2006 : 7e - 2010 : 6e |